# The Abyss
The Abyss là một bộ phim khoa học viễn tưởng của Mỹ năm 1989 do James Cameron đạo diễn, với sự tham gia của các diễn viên Ed Harris, Mary Elizabeth Mastrantonio và Michael Biehn. Bộ phim được phát hành vào ngày 9 tháng 8 năm 1989, nhận được những đánh giá tích cực và thu về 89,8 triệu đô la Mỹ. The Abyss đã giành giải Oscar cho Hiệu ứng hình ảnh xuất sắc nhất và được đề cử ba giải Oscar khác tại Lễ trao giải Oscar lần thứ 62.

## Nội dung
Vào tháng 1 năm 1994, tàu ngầm USS Montana, thuộc lớp Ohio của Hải quân Hoa Kỳ, đã chạm trán với một vật thể lạ dưới nước và bị chìm gần rãnh Cayman. Khi các tàu của Liên Xô đang tiến đến để cố gắng trục vớt tàu ngầm, đồng thời một cơn bão lớn đang di chuyển qua khu vực, chính phủ Hoa Kỳ đã cử một đội SEAL đến Deep Core, một trạm khoan thí nghiệm tư nhân dưới nước gần rãnh Cayman, để sử dụng nó làm căn cứ hoạt động. Nhà thiết kế của nền tảng này, Tiến sĩ Lindsey Brigman, kiên quyết đi cùng đội SEAL, mặc dù người chồng đã ly thân của cô của cô, Virgil "Bud" Brigman, hiện đang là trưởng nhóm tại đây.
Trong quá trình điều tra ban đầu về Montana, một sự cố mất điện trong các tàu lặn của đội khiến Lindsey nhìn thấy một ánh sáng kỳ lạ di chuyển quanh tàu ngầm, sau đó cô gọi nó là "trí tuệ phi địa cầu" (Non-Terrestrial Intelligence – NTI). Trung úy Hiram Coffey, chỉ huy đội SEAL, nhận lệnh đẩy nhanh nhiệm vụ và tự ý lấy một trong những tàu lặn mini của Deep Core để trục vớt một đầu đạn tên lửa Trident từ Montana ngay khi cơn bão trên mặt biển ập đến. Điều này khiến phi hành đoàn không thể ngắt kết nối kịp thời với con tàu hỗ trợ trên mặt nước. Cần cẩu dây cáp bị bão xé toạc khỏi con tàu, rơi xuống vực và kéo Deep Core đến sát mép vực thẳm trước khi dừng lại. Giàn khoan bị ngập nước một phần, làm nhiều thành viên phi hành đoàn thiệt mạng và hệ thống điện bị hư hỏng nghiêm trọng.
Đội ngũ chờ cơn bão qua đi để có thể khôi phục liên lạc và được giải cứu. Khi họ vật lộn với cái lạnh, họ phát hiện ra rằng các NTI đã tạo thành một cột nước có khả năng chuyển động để khám phá giàn khoan. Họ xem đây như một phiên bản thiết bị điều khiển từ xa của người ngoài hành tinh. Dù mọi người tỏ ra tò mò, Coffey trở nên kích động và cắt đôi cột nước bằng cách đóng cửa ngăn áp suất, khiến nó rút lui. Nhận ra rằng Coffey đang bị hội chứng thần kinh do áp suất cao và trở nên hoang tưởng, nhóm nghiên cứu bí mật theo dõi hắn qua một ROV (thiết bị điều khiển từ xa dưới nước) và phát hiện hắn cùng một lính SEAL khác đang kích hoạt đầu đạn để tấn công các NTI. Để ngăn chặn hắn, Bud lao vào chiến đấu với Coffey, nhưng hắn trốn thoát bằng một tàu lặn mini mang theo đầu đạn đã kích hoạt. Bud và Lindsey đuổi theo trên một tàu lặn khác, làm hư hỏng cả hai phương tiện trong cuộc rượt đuổi.
Coffey phóng đầu đạn xuống rãnh sâu, nhưng tàu lặn của hắn trôi qua mép vực và bị ép nổ do áp suất khổng lồ, giết chết hắn. Trong khi đó, tàu lặn của Bud bị hư hỏng nặng và bắt đầu ngập nước. Chỉ có một bộ đồ lặn hoạt động được, Lindsey quyết định tự nhấn chìm mình, hy vọng rằng nhiệt độ cực lạnh của đại dương sẽ khiến cô rơi vào trạng thái hạ thân nhiệt sâu, giúp cô có cơ hội sống sót và được hồi sức sau đó. Bud bơi trở lại giàn khoan cùng với cơ thể của Lindsey. Ở đó, anh cùng đồng đội sử dụng máy khử rung tim và tiến hành hô hấp nhân tạo (CPR) để cứu sống cô, và cuối cùng, Lindsey được cứu.
Họ quyết định rằng cần phải gỡ kích hoạt đầu đạn, dù nó đang nằm ở độ sâu hơn 3,2 km dưới đáy biển. Một lính SEAL, chuẩn úy Monk, giúp Bud sử dụng một bộ đồ lặn thử nghiệm được trang bị hệ thống hô hấp bằng chất lỏng để có thể chịu được áp suất khổng lồ ở độ sâu đó. Tuy nhiên, Bud chỉ có thể giao tiếp thông qua bàn phím trên bộ đồ. Bud bắt đầu lặn xuống, với giọng nói của Lindsey hỗ trợ anh duy trì sự tỉnh táo trước tác động của áp suất ngày càng tăng. Cuối cùng, anh tiếp cận được đầu đạn, và dưới sự hướng dẫn của Monk, anh gỡ kích hoạt thành công. Tuy nhiên, oxy trong bộ đồ đã gần cạn kiệt. Bud tiết lộ rằng anh đã biết đây là một chuyến đi không có vé khứ hồi, và anh nói với Lindsey rằng anh yêu cô. Khi chờ đợi cái chết, một NTI bất ngờ tiếp cận Bud, nắm lấy tay anh, rồi dẫn anh đến một thành phố ngoài hành tinh khổng lồ nằm sâu trong rãnh đại dương. Bên trong, các NTI tạo ra một vùng không khí giúp Bud có thể thở bình thường. Sau đó, họ phát lại tin nhắn mà Bud đã gửi cho vợ mình.
Trên Deep Core, đội ngũ vẫn đang chờ được giải cứu thì bất ngờ nhận được tin nhắn từ Bud, nói rằng anh đã gặp được vài người bạn và cảnh báo họ giữ vững vị trí. Ngay sau đó, giàn khoan rung chuyển dữ dội, và những ánh sáng từ rãnh đại dương báo hiệu sự xuất hiện của con tàu ngoài hành tinh. Nó từ từ trồi lên mặt biển, nâng theo Deep Core cùng một số tàu trên mặt nước mắc cạn trên thân của nó. Các thành viên trên Deep Core bước ra khỏi giàn khoan, kinh ngạc khi nhận ra rằng họ vẫn còn sống, dù sự thay đổi áp suất đột ngột lẽ ra phải giết chết họ. Lúc này, họ nhìn thấy Bud bước ra từ con tàu ngoài hành tinh, và Lindsey lập tức lao đến ôm chặt lấy anh.
- Phiên bản đặc biệt

Trong phiên bản mở rộng, các sự kiện trong phim diễn ra trên nền bối cảnh xung đột giữa Hoa Kỳ và Liên Xô, với nguy cơ bùng phát một cuộc chiến toàn diện. Việc tàu ngầm Montana bị chìm càng thổi bùng căng thẳng giữa hai phe. Ngoài ra, phim cũng khai thác nhiều hơn về mâu thuẫn giữa Bud và Lindsey liên quan đến mối quan hệ trong quá khứ của họ. Điểm bổ sung quan trọng nhất là cái kết mở rộng: Khi Bud được đưa lên tàu ngoài hành tinh, các sinh vật ngoài hành tinh chiếu cho anh thấy những hình ảnh về chiến tranh và bạo lực từ các bản tin trên toàn thế giới. Sau đó, họ tạo ra những cơn sóng thần khổng lồ đe dọa toàn bộ bờ biển trên Trái Đất, nhưng cuối cùng đã dừng chúng lại ngay trước khi chúng đổ bộ. Bud hỏi lý do tại sao họ lại tha mạng cho loài người, và họ chiếu lại tin nhắn anh gửi cho Lindsey như một lời giải thích. Sau đó, họ đưa Bud, con tàu ngoài hành tinh, và Deep Core lên mặt biển.

## Diễn viên
- Ed Harris vai Virgil "Bud" Brigman, đốc công của Deep Core và là chồng đã ly thân của Lindsey.
- Mary Elizabeth Mastrantonio vai Tiến sĩ Lindsey Brigman, người đã thiết kế giàn khoan và là vợ đã ly thân của Bud.
- Michael Biehn vai Trung úy SEAL Hiram Coffey của Hải quân Hoa Kỳ, chỉ huy đội SEAL.
- Leo Burmester vai Catfish De Vries, công nhân trên giàn khoan và là cựu chiến binh Việt Nam thuộc Thủy quân lục chiến Hoa Kỳ, hoài nghi về đội SEAL.
- Todd Graff vai Alan "Hippy" Carnes, một người theo thuyết âm mưu tin rằng các NTI đã bị CIA che giấu.
- John Bedford Lloyd vai "Jammer" Willis
- J.C. Quinn vai Arliss "Sonny" Dawson
- Kimberly Scott vai Lisa "One Night" Standing
- Captain "Kidd" Brewer Jr. vai Lew Finler
- George Robert Klek vai Wilhite, một lính SEAL của Hải quân Hoa Kỳ
- Christopher Murphy vai Schoenick, một lính SEAL của Hải quân Hoa Kỳ
- Adam Nelson vai Chuẩn úy Monk, một lính SEAL của Hải quân Hoa Kỳ
- Chris Elliott vai Bendix
- Richard Warlock vai Dwight Perry
- Jimmie Ray Weeks vai Leland McBride
- J. Kenneth Campbell vai DeMarco
- William Wisher Jr. vai Bill Tyler, một phóng viên
- Ken Jenkins vai Gerard Kirkhill